# 李縣 (佛羅里達州)
李縣（英語：Lee County）是美国美国佛罗里达州的一个县，是该州人口第八多的县。根据2020年美国人口普查数据，李县总人口为760,822人，而到了2022年，这一数字已增长至822,453人。该县县治设在迈尔斯堡，这座城市在2020年的人口为86,395人。而李县最大城市是开普科勒尔（Cape Coral），2020年的人口达到了194,016人。李县是开普科勒尔-迈尔斯堡大都会统计区（MSA）的一部分，同时也属于更大的开普科勒尔-迈尔斯堡-那不勒斯联合统计区（CSA）。李县北接夏洛特县，东北部毗邻沼泽县，东面与亨德里县相连，而东南方向则与柯里尔县接壤。
李县成立于1887年，由原来的门罗县划分而来，縣名是为紀念南北战争中南方名將羅伯特·李。1928年，随着塔米亚米公路的建成，加强了迈尔斯堡及其周边地区与佛罗里达州其他城市的联系，使李县迎来了显著的发展。由于其优越的地理位置、良好的气候条件，美国工业界的两位传奇人物托马斯·爱迪生和亨利·福特曾长期在迈尔斯堡度过冬季，并在此留下了如今著名的爱迪生和福特冬季庄园。
李县总面积为1,212平方英里（约3,140平方公里），其中约428平方英里（约1,110平方公里），即35.3%的区域被水域覆盖。李县拥有超过50英里的公共海岸线，其海滩以细腻洁白的沙滩和温和的海浪而闻名，吸引了大量游客前来度假。迈尔斯堡作为李县的行政中心，同时也是佛州西南部的重要旅游城市。该市位于墨西哥湾和克卢萨哈奇河的交汇处，距离坦帕约120英里（约190公里）。李县还以其丰富的体育文化而著称，每年春季，波士顿红袜队和明尼苏达双城队都会来到这里进行春训，为棒球爱好者提供了近距离观赛的机会。李县的经济主要依赖于零售业、医疗和社会服务业、建筑业以及住宿和餐饮服务业，这些行业共同推动了当地的经济发展。

## 人口
| 调查年                                                      | 人口    | 备注  | %±     |
| ----------------------------------------------------------- | ------- | ----- | ------ |
| 1890                                                        | 1,414   |       | —      |
| 1900                                                        | 3,071   |       | 117.2% |
| 1910                                                        | 6,294   |       | 104.9% |
| 1920                                                        | 9,540   |       | 51.6%  |
| 1930                                                        | 14,990  |       | 57.1%  |
| 1940                                                        | 17,488  |       | 16.7%  |
| 1950                                                        | 23,404  |       | 33.8%  |
| 1960                                                        | 54,539  |       | 133.0% |
| 1970                                                        | 105,216 |       | 92.9%  |
| 1980                                                        | 205,266 |       | 95.1%  |
| 1990                                                        | 335,113 |       | 63.3%  |
| 2000                                                        | 440,888 |       | 31.6%  |
| 2010                                                        | 618,754 |       | 40.3%  |
| 2019年估计                                                  | 770,577 | [ 2 ] | 24.5%  |
| U.S. Decennial Census 1790–19601900–1990 1990–20002010–2019 |         |       |        |

### 2010美国人口普查
美国人口普查局2010年人口普查中李县人口种族比例:
- 白人（非西班牙裔）（包括西班牙裔白人时为 83.0%）：71.0%（包括17%的英国人、13% 的爱尔兰人、11%的德国人、8%的意大利人、4%的波兰人、3%的法国人、2%的苏格兰人、2%的爱尔兰人和其他人）[8]
- 黑人（非西语裔或者拉美裔）（若包括非裔拉美人的话则是8.3%）:7.7% (2.5%的非裔加勒比人，1.5%海地人, 0.8%的牙买加人, 0.1%的特立尼达和多巴哥人)[8][10]
- 任何种族的西语裔和拉美裔:18.9% (包括6.6%的墨西哥人, 4.9%的波多黎各人, 3.2%的古巴人,以及1.1%多米尼加人和3.1%其他人)[8][11]
- 亚裔: 1.4% (包括0.3%的印度人, 0.3%的菲律宾人, 0.2%的中国人以及其他人)[8][9]
- 两个或更多种族: 2.1%
- 印第安人: 0.4%
- 太平洋岛民: 0.1%
- 其他种族: 4.9%